# Germaine Rouillard
Germaine Rouillard, née le 4 août 1888 à Argenton-sur-Creuse et morte le 1er septembre 1946 à Paris, est une byzantiniste française spécialisée en philologie.

## Biographie
Fille d'un pharmacien d'Argenton-sur-Creuse où elle passe son enfance, elle fait des études littéraires dans l'Indre puis à Paris.
Elle devient bibliothécaire à la Sorbonne. Élève de Charles Diehl et de Pierre Jouguet, elle obtient en 1923 son doctorat d'État ès lettres à la Faculté des lettres de Paris, avec une thèse consacrée à l'administration civile de l’Égypte byzantine. Cette thèse est publiée. Elle y étudie les institutions, la vie administrative et les évolutions sociales, dans cette région d'Afrique du Nord, durant la période qui précède la conquête arabe et  qui correspond au début du Moyen-Âge,.
Germaine Rouillard ne sera jamais, en tant que femme, élue professeur à la Sorbonne mais devient la première femme titulaire d'une chaire, celle de philologie byzantine, à l'École pratique des hautes études. Elle y effectue toute sa carrière universitaire, spécialiste notamment de la papyrologie et de la philologie byzantines. Elle a fait le lien également entre l'étude des papyrus et l'étude des documents italiens du Haut Moyen Âge et des documents des monastères orthodoxes du Mont Athos, puis ceux de la Renaissance et de la Grèce moderne. Elle décède en 1946 à Paris, à 58 ans.

## Publications
- L'administration civile de l’Égypte byzantine, préface de Charles Diehl, 268 p., P. Gauthier, Paris, 1923, thèse de doctorat[2],[3]
- Les papyrus grecs de Vienne, inventaire des documents publiés, H. Champion, Paris, 1923, thèse complémentaire
- Actes de Lavru, édition diplomatique et critique par Germaine Rouillard et Paul Collomp, in Archives de l'Athos, tome I, p. 897-1178, L. Lethielleux, Paris, 1937[4]
- « Les taxes maritimes et commerciales d'après les actes de Patnos et de Lavru », in Mélanges Charles Diehl, tome I, p. 277-289, 1932
- La vie rurale dans l'Empire byzantin, 207 p., Adrien Maisonneuve, Paris, 1953 (posthume)[5].